# Дрохичинска епархия
Дрохичинската епархия (на полски: Diecezja drohiczyńska; на латински: Dioecesis Drohiczinensis) е административно-териториална единица на католическата църква в Полша, западен обред. Суфраганна епископия на Бялистошката митрополия. Издигната на 25 март 1992 година с булата „Totus Tuus Poloniae Populus“ на папа Йоан-Павел II. Заема площ от 8 000 км2 и има 185 000 верни. Седалище на епископа е град Дрохичин.

## Деканати
В състава на епархията влизат единадесет деканата.
| - Белски деканат - Брански деканат - Венгровски деканат - Дрохичински деканат | - Лоховски деканат - Найновски деканат - Сарнацки деканат - Соколовски деканат | - Стердински деканат - Чехановецки деканат - Шемятицки деканат |